# 2-es busz (Miskolc)
A miskolci 2-es jelzésű autóbusz a város észak–déli tengelyét látta el. Külső végállomása közkedvelt turistacélpont, Miskolctapolca. A járat csak munkanapokon közlekedett (2012-2021), hétvégén és a késő esti órákban a 20-as jelzésű autóbusz közlekedett.
2021. április 17-én, az MVK Zrt. ,,új alapokra helyezett" menetrendje alapján a járat egyelőre megszűnt.

## Története
- 1951–1952. december 31.: Tiszai pályaudvar – Ságvári telep
- 1953. január 1. – 1960-as évek: Forgóhíd – Tapolca
- 1960-as évektől: Béke tér/Búza tér – Tapolca
- 2017. június 25.: Búza tér – Miskolctapolca Barlangfürdő (Szeptember–május között az egyetemi szorgalmi időszak alatt érintik az Egyetemvárost is.)

A két állomás közti távot 21-23 perc alatt tette meg. Az 1970-es években megnövekedett turistaforgalom miatt létezett 102-es gyorsjárat párja is. Egyes járatok az Egyetemvárost is érintették. 2009 májusától egyes megállók neve elavulásuk miatt megváltozott. 2012-től a 20-as busz indulásával a 2-es járat tulajdonképpen egyfajta betétjárati jelleget vett fel. 2017 júniusától egyes megállók neve elavulásuk miatt megváltozott.
2021. március 11.-től (ideiglenesen?) nem közlekedik.
2021. április 17.-től megszűnt a 12-es viszonylattal egyetemben.
Helyét minden napszakban a 20-as autóbusz vette át.
2023. október 14-től 20A jelzéssel újraindult annyi különbséggel, hogy Miskolctapolca felé nem érinti a Csermőkei út megállóhelyet, hanem az Egyetemi Kollégium és az Olajkutató megállóhelyek érintésével közlekedik.
Néhány járat Egyetemváros végállomás érintésével közlekedik.

## Útvonala
| Búza tér – Tapolca | Tapolca – Búza tér |
| --- | --- |
| - Búza tér - Ady Endre utca - Madarász Viktor utca - Szentpáli utca - Corvin utca - Görgey Artúr utca - Csabai kapu - Miskolctapolcai út - Iglói utca - Tapolca | - Tapolca - Iglói utca - Miskolctapolcai út - Csabai kapu - Görgey Artúr utca - Corvin utca - Szentpáli utca - Szeles utca - Ady Endre utca - Szeles utca - Búza tér |

## Megállóhelyei
| 0  | Búza tér végállomás                    | 23 | 1, 3, 3A, 4, 7, 11, 14Y, 24, 28, 32, 43, 45, 280, ME 1369, 1370, 1372, 1373, 1374, 1375, 1376, 1377, 1379, 1380, 1382, 1383, 1384, 1412, 3700, 3701, 3702, 3703, 3704, 3705, 3706, 3707, 3708, 3709, 3710, 3711, 3712, 3715, 3716, 3717, 3718, 3719, 3720, 3721, 3722, 3723, 3724, 3726, 3727, 3728, 3729, 3730, 3731, 3733, 3734, 3735, 3736, 3737, 3738, 3739, 3740, 3741, 3742, 3743, 3744, 3745, 3746, 3747, 3748, 3749, 3750, 3751, 3752, 3754, 3755, 3757, 3760, 3761, 3765, 3768, 3769, 3770, 3774, 3775, 3776 | Búza téri távolsági és helyközi buszállomás, Belváros, Miskolc Plaza, Megyei Rendőr-főkapitányság                                                                                  |
| 3  | Centrum                                | 19 | 1, 2 12, 22, 28, 34, 35, 35R, 43, 44, Auchan 1 | Centrum Áruház, Szinvapark Bevásárlóközpont, Metropol, Batóház, Belváros, Allianz Hungária Biztosító Zrt., KATEDRA Nyelviskola Miskolc, Union Biztosító Zrt.                       |
| 4  | Vörösmarty Mihály utca                 | 18 | 12, 22, 28, 34, 35, 35R, 43, 44, Auchan 1 | OTP Bank Nyrt., Magyar Szocialista Párt, Vörösmarty Mihály Általános Iskola |
| 6  | Népkert                                | 16 | 12, 14, 14Y, 22, 28, 34, 35, 35R, 43, 44, 280 | Sportcsarnok, Jégcsarnok, II. Rákóczi Ferenc Megyei Könyvtár, Népkerti Vigadó, Népkert, Mindszenti temető, Herman Ottó Múzeum főépülete, Népkerti Állatklinika, City Hotel Miskolc |
| 8  | SZTK Rendelő                           | 14 | 12, 14, 14Y, 22, 30, 31, 34, 35R, 43, 44 | Semmelweis kórház (SZTK), Miskolci Szent Ferenc Rehabilitációs Kórház |
| 10 | Petneházy bérházak                     | 12 | 12, 14, 14Y, 22, 30, 31, 34, 35R, 43, 44 | Fáy András Görögkatolikus Közgazdasági Szakgimnázium |
| 11 | Tapolcai elágazás                      | 11 | 4, 12, 14, 14Y, 22, 30, 32, 34, 35R, 43, 44, 45, 280 | Tapolcai elágazás |
| 12 | Vasúti felüljáró                       | 9  | 12, 22, 30, 32, 34, 35R | |
| 13 | Szentgyörgy út                         | 7  | 12, 22, 29, 30, 32, 34, 35R, 290, Auchan 2 | Tesco áruház |
| 16 | Csermőkei út                           | 6  | 12, 22, 29, 290, Auchan 2 | |
| 17 | Kemény Dénes uszoda                    | 5  | 290 | Kemény Dénes Városi Sportuszoda |
| 18 | Turistapark                            | 3  | 290 | |
| 19 | Miskolctapolca parkoló                 | 2  | 290 | |
| 20 | Miskolctapolcai Strandfürdő            | 1  | 290 | |
| 21 | Miskolctapolca Barlangfürdő végállomás | 0  | 290 | Miskolctapolca, Barlangfürdő, Miskolctapolcai Bobpálya, Kalandtúrapark |

## Galéria

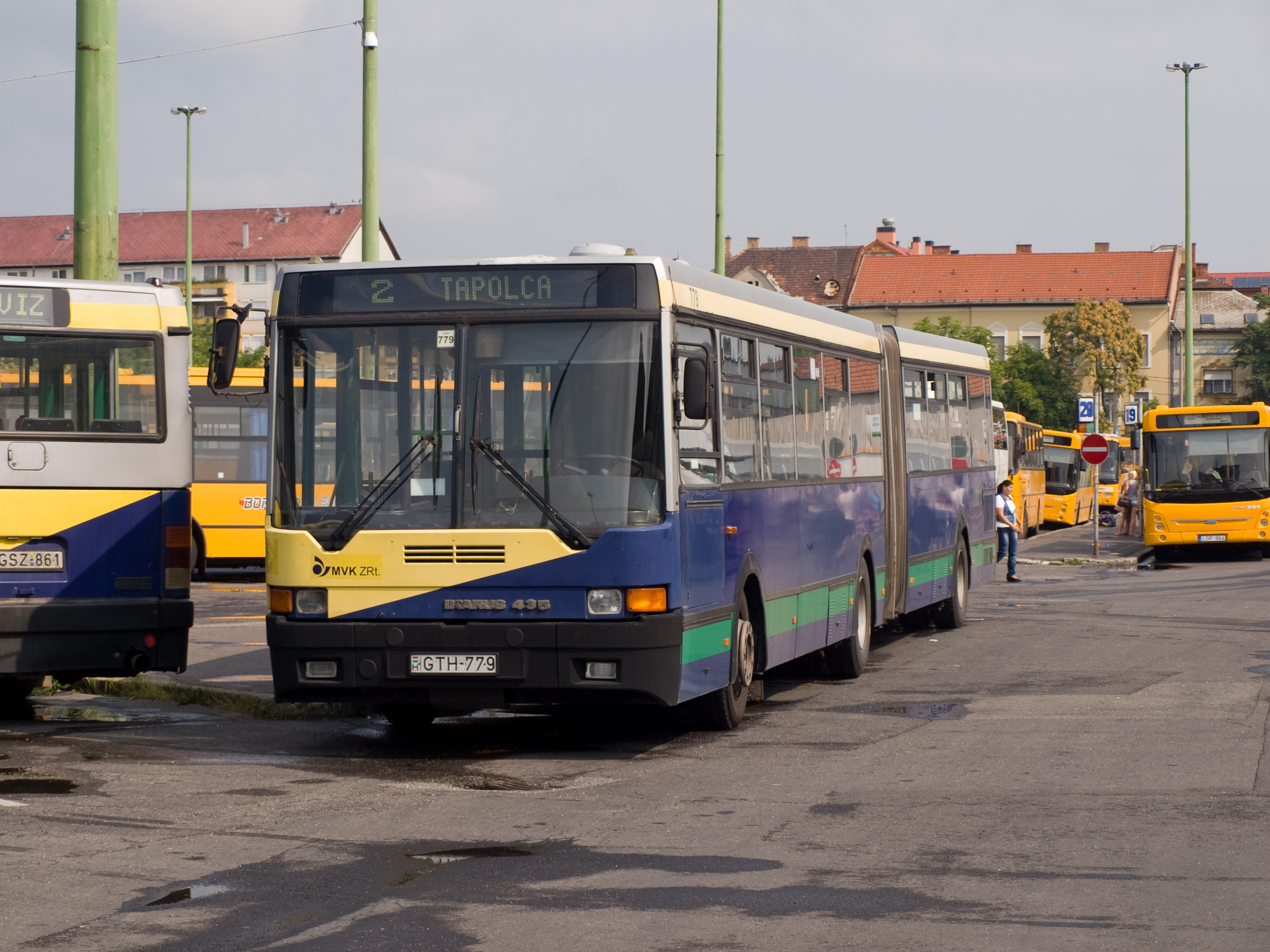
Ikarus 435 a vonalon 2011-ben